# Villa del Carbón
Villa del Carbón („Kohlestadt“) ist eine Stadt mit knapp 10.000 Einwohnern im gut 50.000 Einwohner zählenden Municipio Villa del Carbón im Norden des mexikanischen Bundesstaats México. Die Stadt wurde im Jahr 2015 als Pueblo Mágico eingestuft.

## Lage und Klima
Die von bewaldeten Bergen umgebene Stadt Villa del Carbón liegt etwa 80 km (Fahrtstrecke) nordwestlich von Mexiko-Stadt bzw. knapp 100 km nördlich von Toluca in einer Höhe von ca. 2600 m. Das Klima ist meist warm und trocken; Regen (ca. 775 mm/Jahr) fällt ganz überwiegend im Sommerhalbjahr.

## Bevölkerung
| Jahr      | 2000 | 2020 |
| Einwohner | 7578 | 9598 |

Die meisten Einwohner der Kleinstadt sind indianischer Abstammung; auch der Anteil von Mestizen ist relativ hoch. Nur noch ein kleiner Teil der Einwohner der Gemeinde spricht den regionalen Nahuatl-Dialekt; Umgangssprache ist meist Spanisch.

## Wirtschaft
In den verstreut liegenden Dörfern des Municipios wurde bis weit ins 20. Jahrhundert hinein hauptsächlich zum Zweck der Selbstversorgung produziert: Auf den Feldern werden Mais, Bohnen, Gemüse und Obst angebaut; auch Viehzucht wird in geringem Umfang betrieben. Bereits im ausgehenden 19. Jahrhundert waren die vorhandenen Kohleminen, auf die im Ortsnamen Bezug genommem wird, erschöpft. Heute spielt der innermexikanische Tourismus eine nicht unwesentliche Rolle im Wirtschaftsleben der Gemeinde.

## Geschichte
Das Gebiet war schon in vorspanischer Zeit besiedelt; bereits im 14. Jahrhundert machten die Azteken die Region tributpflichtig. Nach der Eroberung Tenochtitlans im Jahr 1521 unternahmen die Spanier Expeditionen ins Umland; wenige Jahre später  kamen Missionare des Franziskanerordens. Im Jahr 1714 löste sich die Gemeinde Villa del Carbón von der Nachbargemeinde Chapa de Mota. Während des Mexikanischen Unabhängigkeitskrieges (1810–1821) verhielt sich die Stadt zurückhaltend; in der Zeit der französischen Intervention in Mexiko (1861–1867) stellte sie sich fälschlicherweise auf die Seite Kaiser Maximilians.

## Sehenswürdigkeiten
- Viele der ein- oder zweigeschossigen Gebäude der Stadt stammen noch aus der Zeit der spanischen Kolonialherrschaft.
- Mit dem Bau der Kirche Nuestra Señora de la Peña de Francia wurde im frühen 18. Jahrhundert begonnen. Die aus Bruchsteinen errichtete Fassade ist doppeltürmig; die übrigen durch Strebepfeiler stabilisierten Außenmauern sind verputzt. Das Innere der Kirche ist einschiffig und kreuzgratgewölbt; das Joch vor der flach geschlossenen Apsis wird von einer Kuppel überwölbt, in deren Scheitelpunkt sich eine Laterne befindet.
- Die Casa de Cultura dient als Raum für Veranstaltungen aller Art.[4]
- Das Freilufttheater (Teatro al aire libre) wird nur selten genutzt.

Umgebung
- Ca. 20 km nordöstlich von Villa del Carbón, nahe der Grenze zum Bundesstaat Hidalgo, liegt der Stausee (presa) Taxhimay mit einem untergegangenen Dorf, von dem noch der Kirchturm zu sehen ist.